# Миллион роз
«Миллио́н роз» — миньон Аллы Пугачёвой, состоящий из песен «Миллион роз» и «Возвращение».
Выпущен в СССР фирмой «Мелодия» в декабре 1982 года. Название миньону дала песня, размещённая на его первой стороне. Согласно официальной дискографии певицы, является её 13-м синглом. На оборотной стороне содержится песня «Возвращение», а автором музыки обеих композиций является Раймонд Паулс. Издавался также в моноверсии в формате гибкой пластинки. К декабрю 1983 года тираж миньона составил 6 миллионов экземпляров.
В 1985 году песня «Миллион роз» вошла в альбом-сборник Аллы Пугачёвой «Ах, как хочется жить». Песня «Возвращение» была издана в таком же варианте на сплит-альбоме «У нас в гостях Маэстро», а студийный вариант был издан лишь в 1996 году на первом из 13 компакт-дисков «Коллекции», «По острым иглам яркого огня».

## Песня «Миллион роз»
Песня «Миллион роз» на стихи Андрея Вознесенского стала одной из самых популярных песен десятилетия и прочно вошла в репертуар Аллы Пугачёвой. Со времени её премьеры в «Новогоднем аттракционе» 2 января 1983 года практически ни одно сольное выступление певицы не обходилось без исполнения песни под концовку концерта, на «бис», нередко в совместном исполнении со зрителями в зале.
В 1983 году Алла Пугачёва с этой песней стала лауреатом всесоюзного телефестиваля «Песня года».

### Музыкальный оригинал песни
Вознесенский создавал текст «Миллиона роз» на уже готовую мелодию песни «Подарила Ма́риня девочке жизнь» (латыш. «Dāvāja Māriņa meitenei mūžiņu»), написанной композитором Раймондом Паулсом и поэтом Леоном Бриедисом. В латышской песне поётся о женщине, подарившей дочке жизнь, но забывшей подарить счастье. Об этом она напевает песню дочке, а потом, через много лет, та напевает её своей дочери. Латышская песня прославилась благодаря Айе Кукуле, победившей с ней на конкурсе «Микрофон» в 1981 году.
Эту песню на латышском языке включала в свой репертуар и Лариса Мондрус. В 1984 году песня в исполнении Мондрус была записана на долгоиграющей пластинке, выпущенной в Германии лейблом Laima Records.

### Сюжет стихотворения

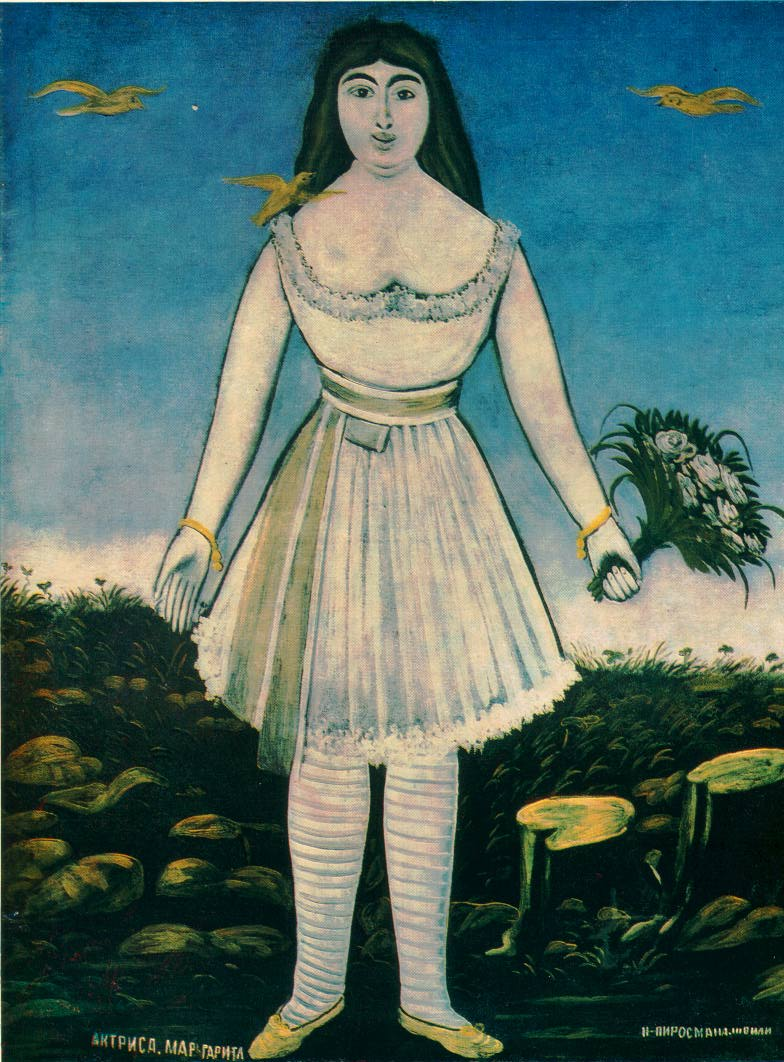
Нико Пиросмани. Актриса Маргарита

Сюжет стихотворения, положенного в основу песни, излагает одну из легенд об удивительном поступке грузинского художника Нико Пиросмани, питавшего неразделённую любовь к французской актрисе Маргарите де Севр, которая блистала на театральных подмостках Тифлиса в самом начале XX века — 1905 году.
По одной из версий легенды, влюблённый Пиросмани пробовал разные способы завоевать сердце красавицы (однажды он нарисовал её портрет), но она была неприступна и часто даже не удостаивала художника взглядом. Такое отношение приводило Нико в исступление. Он порою в слезах припадал к земле, чтобы коснуться губами следов её ног. Подобное обожание на грани умопомрачения было не по нраву актрисе и лишь ещё более увеличивало её презрение по отношению к художнику.
Но в один день к гостинице, где проживала Маргарита, подъехали несколько арб, доверху гружёных цветами. Вопреки стихотворному образу, в легенде рассказывается не только об алых розах (розы были самых разных расцветок), но и помимо них, были ещё сирень, веточки акации, анемоны, пионы, лилии, маки и многие другие цветы.
Одна из версий легенды была изложена в произведении Константина Паустовского «Бросок на юг» (пятая книга автобиографической «Повести о жизни»; 1959—1960), послужившем для Андрея Вознесенского источником вдохновения. В изложении Паустовского упоминаются, помимо роз, многие другие цветы:

Каких цветов тут только не было! Бессмысленно их перечислять!
Поздняя иранская сирень. Там в каждой чашечке скрывалась маленькая, как песчинка, капля холодной влаги, пряной на вкус. Густая акация с отливающими серебром лепестками. Дикий боярышник — его запах был тем крепче, чем каменистее была почва, на которой он рос. Нежная синяя вероника, бегония и множество разноцветных анемон. Изящная красавица-жимолость в розовом дыму, красные воронки ипомеи, лилии, мак, всегда вырастающий на скалах именно там, где упала хотя бы самая маленькая капля птичьей крови, настурция, пионы и розы, розы, розы всех размеров, всех запахов, всех цветов — от чёрной до белой и от золотой до бледно-розовой, как ранняя заря. И тысячи других цветов.

За короткое время улочка перед гостиницей была сплошь усеяна цветами. Увидев это, Маргарита вышла к Нико Пиросмани и крепко поцеловала его в губы — в первый и последний раз. Вскоре её гастроли в Тифлисе завершились (другой вариант легенды в изложении Паустовского гласит, что она уехала с богатым поклонником), и они более никогда не встречались.

### Алла Пугачёва: «Я не любила эту песню»
Алла Пугачёва отнеслась к песне «Миллион роз» изначально негативно. Больше всего претензий у певицы вызывал текст Вознесенского, но автор упорно сопротивлялся и отказывался вносить изменения. Раймонд Паулс вспоминал:

Я помню, как она ругалась с Андреем Вознесенским. Ругалась, что этот текст для неё не подходит, что́ это за слова такие — «миллион алых роз»!

Мелодия певице также показалась слишком примитивной, и она настаивала на внесении своих поправок. Паулс рассказывал:

У неё <у Пугачёвой> был свой подход, она знала, как ей будет удобнее. Я мог бы отстаивать то, что написал, но я этого не делал: поскольку всё-таки это эстрадный жанр.

Услышав «Миллион роз» по радио, она обычно выключала приёмник. Спустя много лет Алла Пугачёва говорила:

Я упиралась рогом на «миллион роз». Как я её не любила! Чем больше я её не любила, тем популярнее она становилась.

Как отмечал А. Беляков, причина нелюбви Пугачёвой к песне, возможно, скрывалась в её амбициях. Пребывая уже с начала 1980-х годов в статусе главной звезды отечественной эстрады, Пугачёва ревниво относилась к своему репертуару, стремясь исполнять только оригинальные, яркие песни, написанные специально для неё. «Чужая» мелодия, пусть и малоизвестная, не соответствовала этому стремлению. Впрочем, по словам Белякова, с «Миллионом алых роз» случилось то же, что и с песней «Арлекино» в 1975 году: «чужая» песня в исполнении Пугачёвой преобразилась и стала своего рода третьей «визитной карточкой» певицы после «Арлекино» и «Всё могут короли», — песен, принёсших ей всенародную известность.

### Телепремьера песни. Номер в «Аттракционе»
В конце ноября 1982 года состоялись съёмки праздничной новогодней программы «Аттракцион», которые проходили в Цирке на Цветном бульваре. Алла Пугачёва в программе выступала не только как певица, но и как соведущая — совместно с иллюзионистом Игорем Кио. Среди других песен Пугачёва представляла новую песню «Миллион роз», которую записала за день до съёмок. По сценарию номера Алла Пугачёва должна была исполнять песню, сидя на качелях. Роль качели исполнила трапеция. После очередного номера, где Пугачёву мнимо сожгли, она вышла под руку с Игорем Кио, начав исполнять «Миллион роз». Опустилась трапеция. Пугачёва села на неё, а Кио раскачивал и раскручивал трапецию. Во время первого припева трапеция вместе с Аллой Пугачёвой внезапно поднялась на несколько метров. На видеозаписи видно замешательство Игоря Кио, который смотрит туда, где крепится устройство. Пугачёва же осталась совершенно спокойной. С каждым припевом трапеция поднималась всё выше, в кульминации песни оказавшись под куполом цирка. Поднявшись на 20-метровую высоту, Алла Пугачёва не была пристёгнута. Игорь Кио позднее делился воспоминаниями:

Когда началась съёмка, мы все похолодели от ужаса — ведь всё же планировалось совершить внизу. А получилось так: я галантно посадил Пугачёву на трапецию, и вдруг певица через мгновение очутилась под самым куполом. <…> Пугачёва же работала без всякой лонжи, без всякой страховки. И проделала всё так, будто ей каждодневно приходится заниматься подобными делами. После съёмок Алла призналась мне, что единственное, чего она боится в жизни — это высоты…

Режиссёр телепрограммы Евгений Гинзбург в том же духе запомнил момент съёмок песни «Миллион роз»:

Это была страшная история. Причём первым, кто понял, что случилось, был я. Я сидел в ПТС <передвижной телевизионной студии> и следил за ситуацией. А остановить что-либо было уже невозможно. Единственное, что я мог сделать, это сообщить через помощника страховщикам, что Алла не пристёгнута. Но она всё честно сыграла и была совершенно свободна на трапеции.

Премьера «Новогоднего аттракциона» состоялась вечером 2 января 1983 года; песня «Миллион роз» стала главным хитом программы. Песня сразу же стала суперпопулярной. Тираж миньона «Миллион роз» к концу 1983 года достиг 6 млн экз.; таким образом, пластинка стала одной из самых успешных среди релизов Пугачёвой.
Песня «Миллион роз» позднее вошла в театрализованную шоу-программу певицы «Пришла и говорю» (премьера в 1984 году); исполнялась в серии сольных концертов в ГЦКЗ «Россия» в 1993 году, в гастрольных турах по стране 1990-х и 2000-х годов, а также в различных сборных концертах.

### Популярность в других странах
Песня «Миллион роз» стала популярной не только в Советском Союзе, но и за его пределами. Особенной популярностью она пользуется в Японии. Год спустя после выхода миньона в СССР в Японии готовился к лицензионному изданию сборный альбом Аллы Пугачёвой, а в качестве сингла, предваряющего выход диска-гиганта, была выбрана песня «Миллион роз». Песня настолько понравилась японцам, что была переведена и вошла в репертуар нескольких японских эстрадных исполнителей. Сингл «Hyakumanbon no bara» вышел в Японии в 1983 году в двух вариантах, различавшихся песнями на оборотной стороне, а в 1988 году один из вариантов был выпущен повторно в качестве анонса первого в дискографии Аллы Пугачёвой издания записей на компакт-диске.
Известны также записи песни различными певцами на многих языках — английском, корейском, иврите, финском, вьетнамском, шведском, венгерском и других, издававшихся в разных странах мира. По сведениям А. Белякова, существует около сотни кавер-версий песни на разных языках мира.

## Песня «Возвращение»
До того, как «Возвращение» начала исполнять Алла Пугачёва, эта песня входила в репертуар латвийской эстрадной певицы Айи Кукуле под названием «Atgriešanās» (рус. «Возвращение», на стихи Леонса Бриедиса). В отличие от песни «Миллион роз», сюжет латышской песни-прообраза совпадает с русскоязычной версией.
Русский текст песни был написан Ильёй Резником в 1981 году и впервые прозвучал в исполнении Аллы Пугачёвой в декабре того же года во время авторских концертов Раймонда Паулса под названием «У нас в гостях Маэстро» в Московском театре эстрады. В сингл «Миллион роз» вошла концертная запись с одного из этих концертов.
В ночь с 1981 на 1982 год в программе «Голубой огонёк» прозвучала первая студийная версия песни, однако эта версия так и не была издана. В 1996 году на одном из дисков «Коллекции» была издана вторая студийная версия «Возвращения».

## Список композиций
Вся музыка написана Раймондом Паулсом.

### Советский сингл
| №                   | Название            | Текст песни         | Аккомпанемент                                                                                        | Длительность |
| ------------------- | ------------------- | ------------------- | --- | ------------ |
| 1.                  | «Миллион роз»       | Андрей Вознесенский | Эстрадный оркестр лёгкой и джазовой музыки телевидения и радио Латвийской ССР, дирижёр Раймонд Паулс | 5:30         |
| Общая длительность: | Общая длительность: | Общая длительность: | Общая длительность:                                                                                  | 5:30         |

| №                   | Название                                                                                            | Текст песни         | Аккомпанемент                                                    | Длительность |
| ------------------- | --------------------------------------------------------------------------------------------------- | ------------------- | ---------------------------------------------------------------- | ------------ |
| 1.                  | «Возвращение» (Концертная запись из Московского государственного театра эстрады, декабрь 1981 года) | Илья Резник         | Инструментальный ансамбль «Рецитал», руководитель Александр Юдов | 4:20         |
| Общая длительность: | Общая длительность:                                                                                 | Общая длительность: | Общая длительность:                                              | 4:20         |

### Японский сингл
| №                   | Название            | Текст песни         | Аккомпанемент                                                                                        | Длительность |
| ------------------- | ------------------- | ------------------- | --- | ------------ |
| 1.                  | «Миллион роз»       | Андрей Вознесенский | Эстрадный оркестр лёгкой и джазовой музыки телевидения и радио Латвийской ССР, дирижёр Раймонд Паулс | 5:30         |

Оформление гибкой пластинки

| Общая длительность: | Общая длительность: | Общая длительность: | Общая длительность:                                                                                  | 5:30         |

| №                   | Название            | Текст песни         | Аккомпанемент                                                                                        | Длительность |
| ------------------- | ------------------- | ------------------- | --- | ------------ |
| 1.                  | «Старинные часы»    | Илья Резник         | Эстрадный оркестр лёгкой и джазовой музыки телевидения и радио Латвийской ССР, дирижёр Раймонд Паулс | 4:38         |
| Общая длительность: | Общая длительность: | Общая длительность: | Общая длительность:                                                                                  | 4:38         |

## Участники

### Музыканты
- Вокал — Алла Пугачёва
- Аккомпанирующий состав:
  - «Миллион роз», «Старинные часы» — оркестр под управлением Раймонда Паулса
  - «Возвращение» — группа «Рецитал» под управлением Александра Юдова

### Технический персонал
- Редактор — В. Рыжиков
- Художники — В. Воронин, Э. Бубович, Б. Тарантул (на разных изданиях)
- Фотограф — В. Семёнов (не на всех изданиях)